# Lễ Truyền Tin

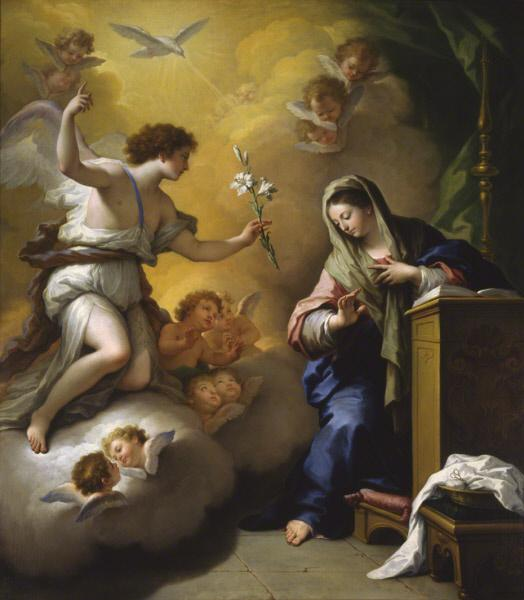
Bức tranh Truyền Tin của Paolo de Matteis, 1712. Hoa bách hợp được thiên sứ trao cho Maria tượng trưng cho sự trinh trắng.

Lễ Truyền Tin kỷ niệm sự kiện sứ thần Gabriel truyền tin cho Trinh nữ Maria rằng cô sẽ thụ thai qua quyền năng của Chúa Thánh Linh và trở thành mẹ của Chúa Giêsu, Con Thiên Chúa. Ngày lễ này được mừng kính vào 25 tháng 3, đúng chín tháng trước Lễ Giáng Sinh. 
Các nước nói tiếng Anh còn gọi ngày lễ truyền tin là Lady Day. Tại Scotland cho tới năm 1600 và tại Anh, Wales, Ireland cũng như các thuộc địa Bắc Mỹ cho tới năm 1752, đây là ngày đầu năm mới.
Theo Phúc âm Luca 1:26, sự kiện Truyền Tin cho Maria diễn ra khi bà chị họ của Maria là Elizabeth đang mang thai Gioan Baotixita được sáu tháng. Cả Giáo hội Công giáo Rôma và Chính thống giáo Đông phương đều tin rằng, sự kiện truyền tin xảy ra tại Nazareth, tại đây có ngôi Nhà thờ Truyền Tin để kỷ niệm. Truyền tin cũng là một chủ đề quan trọng trong nghệ thuật Kitô giáo nói chung, cũng như trong nghệ thuật về Đức Mẹ của Công giáo Rôma nói riêng, đặc biệt là trong thời Trung Cổ và Phục Hưng.

## Sự kiện Truyền Tin trong Kinh Thánh
Trong Tân Ước, sự kiện Truyền Tin được tường thuật đầy đủ ở Phúc âm Luca:
| “                                                                          | Bà Elisabét có thai được sáu tháng, thì Thiên Chúa sai sứ thần Gáprien đến một thành miền Galilê, gọi là Nadarét, gặp một trinh nữ đã đính hôn với một người tên là Giuse, thuộc nhà Đavít. Trinh nữ ấy tên là Maria. Sứ thần vào nhà trinh nữ và nói: "Mừng vui lên, hỡi Đấng đầy ân sủng, Đức Chúa ở cùng bà. Nghe lời ấy, bà rất bối rối, và tự hỏi lời chào như vậy có nghĩa gì. Sứ thần liền nói: "Thưa bà Maria, xin đừng sợ, vì bà đẹp lòng Thiên Chúa. Và này đây bà sẽ thụ thai, sinh hạ một con trai, và đặt tên là Giêsu. Người sẽ nên cao cả, và sẽ được gọi là Con Đấng Tối cao. Đức Chúa là Thiên Chúa sẽ ban cho Người ngai vàng vua Đavít, tổ tiên Người. Người sẽ trị vì nhà Giacóp đến muôn đời, và triều đại của Người sẽ vô cùng vô tận." Bà Maria thưa với sứ thần: "Việc ấy sẽ xảy ra cách nào, vì tôi không biết đến việc vợ chồng!" Sứ thần đáp: "Thánh Thần sẽ ngự xuống trên bà, và quyền năng Đấng Tối cao sẽ rợp bóng trên bà, vì thế, người con sinh ra sẽ là thánh, và được gọi là Con Thiên Chúa. Kìa bà Êlisabét, người họ hàng với bà, tuy già rồi, mà cũng đang cưu mang một người con trai: bà ấy vẫn bị mang tiếng là hiếm hoi, mà nay đã có thai được sáu tháng. Vì đối với Thiên Chúa, không có gì là không thể làm được. Bấy giờ bà Maria nói: "Vâng, tôi đây là nữ tỳ của Chúa, xin Chúa cứ làm cho tôi như lời sứ thần nói". Rồi sứ thần từ biệt ra đi. | ” |
| — Phúc âm Luca 1:26-38, bản dịch của Nhóm Phiên dịch Các giờ kinh Phụng vụ | |   |

Cũng có một sự kiện Truyền Tin khác về cuộc nhập thể làm người của Chúa Giêsu nhưng xảy ra với Giuse trong Phúc âm Matthew 1:18-21:
| “                                                                             | Sau đây là gốc tích Đức Giêsu Kitô: bà Maria, mẹ Người, đã thành hôn với ông Giuse. Nhưng trước khi hai ông bà về chung sống, bà đã có thai do quyền năng Chúa Thánh Thần. Ông Giuse, chồng bà, là người công chính và không muốn tố giác bà, nên mới định tâm bỏ bà cách kín đáo. Ông đang toan tính như vậy, thì kìa sứ thần Chúa hiện đến báo mộng cho ông rằng: "Này ông Giuse, là con cháu Đavít, đừng ngại đón bà Maria vợ ông về, vì người con bà cưu mang là do quyền năng Chúa Thánh Thần. Bà sẽ sinh con trai và ông phải đặt tên cho con trẻ là Giêsu, vì chính Người sẽ cứu dân Người khỏi tội lỗi của họ." | ” |
| — Phúc âm Matthew 1:18-21, bản dịch của Nhóm Phiên dịch Các giờ kinh Phụng vụ | |   |